# EARLY SINGLES
『EARLY SINGLES』（アーリー・シングルス）は、チェッカーズ解散後の1994年8月19日にポニーキャニオンからリリースされたベスト・アルバム。

## 概要
チェッカーズの初期、1983年9月から1986年6月発売までのシングル10枚（B面は8曲）、全18曲を収録。1985年9月21日に発売の両A面12インチ・シングル「HEART OF RAINBOW 〜愛の虹を渡って〜/ブルー・パシフィック」は未収録。

## ディスクジャケット
「ジュリアに傷心」『もっと!チェッカーズ』発表時の青色チェックを基調とした未発表写真を使用。歌詞ブックレット最後頁は『絶対チェッカーズ!!』で使われた写真の未発表写真を使用。CDレーベルは最初期でよく使用された橙色となっている。

## 収録曲
| 曲順 | タイトル                  | 作詞     | 作曲       | 編曲                   | シングル発売日 | 備考                                        |
| ---- | ------------------------- | -------- | ---------- | ---------------------- | -------------- | ------------------------------------------- |
| 01   | ギザギザハートの子守唄    | 康珍化   | 芹澤廣明   | 芹澤廣明               | 1983年9月21日  | デビュー曲                                  |
| 02   | 恋のレッツダンス          | 売野雅勇 | 武内享     | 芹澤廣明               | 1983年9月21日  |                                             |
| 03   | 涙のリクエスト            | 売野雅勇 | 芹澤廣明   | 芹澤廣明               | 1984年1月21日  |                                             |
| 04   | あの娘とマッシュポテト    | 藤井郁弥 | 大土井裕二 | 芹澤廣明               | 1984年1月21日  |                                             |
| 05   | 哀しくてジェラシー        | 売野雅勇 | 芹澤廣明   | 芹澤廣明               | 1984年5月1日   |                                             |
| 06   | サマーガーデン            | 売野雅勇 | 武内享     | 芹澤廣明               | 1984年5月1日   |                                             |
| 07   | 星屑のステージ            | 売野雅勇 | 芹澤廣明   | 芹澤廣明               | 1984年8月23日  | TBSドラマ「うちの子にかぎって…」主題歌      |
| 08   | 電撃lookin' & shockin'    | 売野雅勇 | 芹澤廣明   | 芹澤廣明               | 1984年8月23日  |                                             |
| 09   | ジュリアに傷心            | 売野雅勇 | 芹澤廣明   | 芹澤廣明               | 1984年11月21日 |                                             |
| 10   | チェッカーズのX'mas Song  | 藤井郁弥 | 武内享     | チェッカーズ・芹澤廣明 | 1984年11月21日 |                                             |
| 11   | あの娘とスキャンダル      | 売野雅勇 | 芹澤廣明   | 芹澤廣明               | 1985年3月21日  | フジテレビ「夕やけニャンニャン」主題歌      |
| 12   | メモリー・ブレンド        | 藤井郁弥 | 藤井尚之   | 芹澤廣明               | 1985年3月21日  |                                             |
| 13   | 俺たちのロカビリーナイト  | 売野雅勇 | 芹澤廣明   | 芹澤廣明               | 1985年7月5日   |                                             |
| 14   | 青い目のHigh School Queen | 藤井郁弥 | 徳永善也   | 芹澤廣明               | 1985年7月5日   |                                             |
| 15   | 神様ヘルプ!               | 康珍化   | 芹澤廣明   | 芹澤廣明               | 1985年11月1日  |                                             |
| 16   | ひとりじゃいられない      | 売野雅勇 | 芹澤廣明   | 芹澤廣明               | 1985年11月1日  |                                             |
| 17   | OH!! POPSTAR              | 売野雅勇 | 芹澤廣明   | 芹澤廣明               | 1986年2月21日  | 東宝映画「タッチ 背番号のないエース」挿入歌 |
| 18   | Song for U.S.A.           | 売野雅勇 | 芹澤廣明   | 芹澤廣明               | 1986年6月5日   | 東宝映画「SONG FOR U.S.A」主題歌            |